# مرکز فوریت‌های پلیسی ۱۱۰
مرکز فوریت‌های پلیسی ۱۱۰ یک سامانه ارتباط مردمی با پلیس است که به عنوان مرکز فوریت‌های پلیسی نیز شناخته می‌شود. مراکز فوریت‌های پلیسی زیرنظر معاونت عملیات فراجا و در هر استان زیرنظر معاونت عملیات فرماندهی انتظامی همان استان اداره می‌شود. سامانه پلیس ۱۱۰ در زمان فرماندهی محمدباقر قالیباف در فرماندهی انتظامی و توسط محمد رویانیان ایجاد شد.